# Sant Martí de Maldà
Sant Martí de Maldà es una localidad española del municipio leridano de Sant Martí de Riucorb, en la comunidad autónoma de Cataluña. Es sede del ayuntamiento.

## Geografía
En los alrededores de Sant Martí de Maldà se encuentran otras localidades como Preixana y Bellpuig, al norte, El Vilet, al este, Maldá, al sur, y Belianes, al oeste. El río Corb pasa junto a la localidad.

## Historia
A mediados del siglo XIX, la localidad contaba con 656 habitantes. Aparece descrita en el undécimo volumen del Diccionario geográfico-estadístico-histórico de España y sus posesiones de Ultramar de Pascual Madoz de la siguiente manera:

MALDÁ (San Martin de): l. con ayunt. de la prov. de Lérida (8 horas), part. jud. de Cervera (6), aud. terr. y c. g. de Cataluña (Barcelona (25), dióc. de Tarragona (13): sit. en el llano que se forma sobre una pequeña altura inmediato al arroyuelo denominado r. Corp , donde el clima es benigno y los vientos dominantes los del S. Consta de 200 casas inclusa la del ayunt. y cárcel; escuela de primeras letras, cuyo maestro está pagado parte por el ayunt. y parte por retribucion de los niños, y una igl. (San Martin Obispo), siendo de término el curato y servido por un cura párroco; fuera del pueblo está el cementerio hácia el S., y algunos pozos y balsas, de cuyas aguas se utilizan los vec. para beber. El térm. se estiende 1 leg. en ambas direcciones, y confina por el N. con Preixana y Belpuig; E. Vilet; S. Maldá, y O. con Vilanova y Belianes. El terreno es de regular calidad, y le cruzan algunos caminos de herradura que dirigen á Sta. Coloma, Tárrega y Lérida, llanos y en buen estado: la correspondencia se recibe de la adm. dé Tárrega. prod.: trigo, vino y aceite; cria ganado lanar y vacuno para la labranza. ind. y comercio: algunos molinos aceiteros y esportacion de las producciones sobrantes. pobl.: 89 vec., 656 alm. riqueza imp.: 186,164 rs. contr. el 14'48 por 100 de esta riqueza.
(Madoz, 1848, p. 111)

En 2021 la entidad singular de población tenía censados 453 habitantes y el núcleo de población 439 habitantes.

## Geografía humana

### Demografía
| Gráfica de evolución demográfica de Sant Martí de Maldá entre 1842 y 1970 |
| |
| Población de derecho según los censos de población del INE Población de hecho según los censos de población del INEEntre el censo de 1981 y el anterior, este municipio desaparece porque se agrupa en el municipio 25902 (Sant Martí de Río Corb) |

## Patrimonio
En la localidad hay una iglesia bajo la advocación de San Martín Obispo.